# Fußball-Bundesliga 2011/12

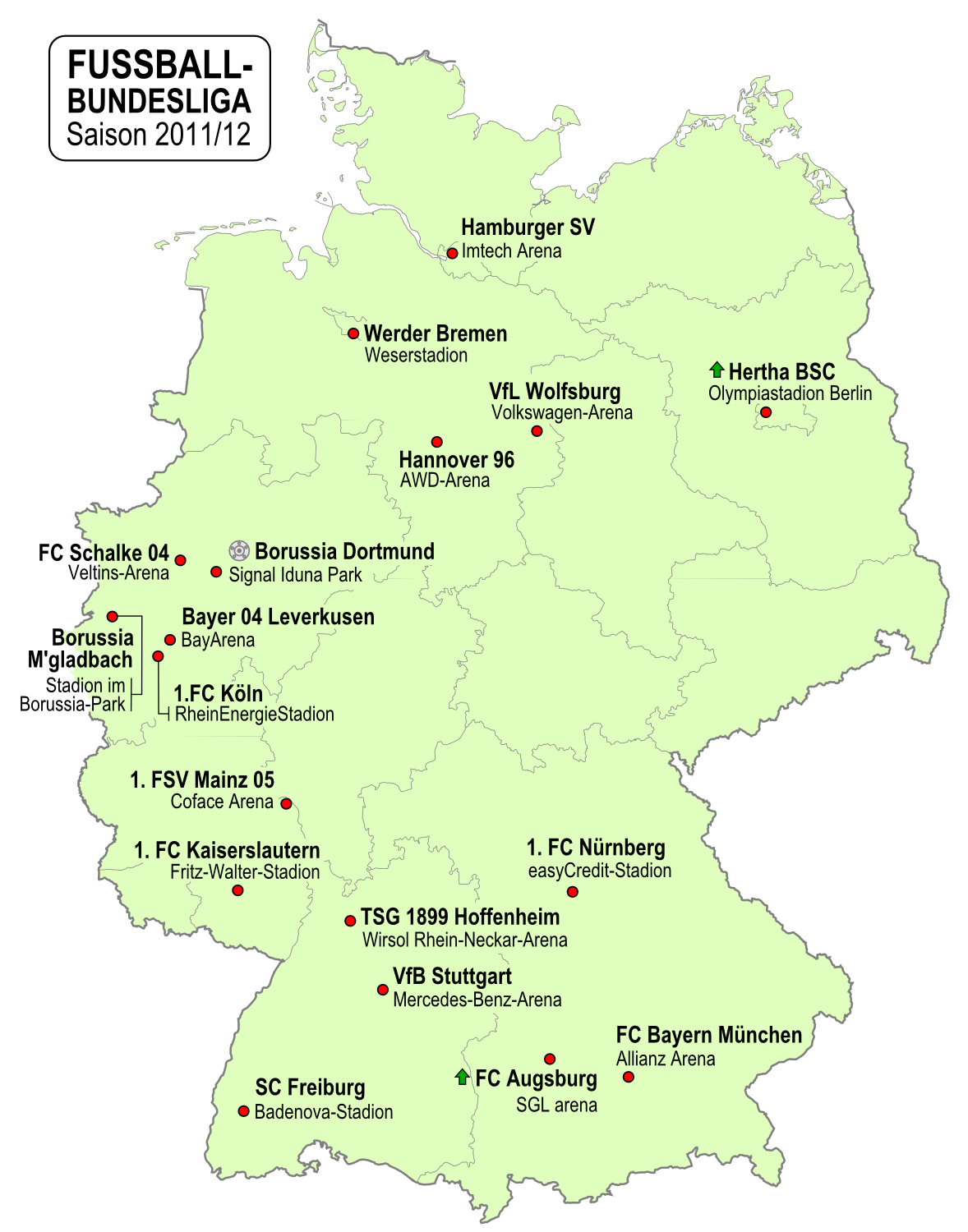
Die teilnehmenden Vereine

Die Bundesliga 2011/12 war die 49. Spielzeit der höchsten deutschen Spielklasse im Fußball der Männer. Am 32. von 34 Spieltagen verteidigte Borussia Dortmund die Meisterschaft.
Die Saison begann am 5. August 2011 mit dem Spiel des amtierenden Meisters Borussia Dortmund gegen den Hamburger SV (3:1) und endete mit dem letzten Spieltag am 5. Mai 2012. Zwischen dem 10. und dem 15. Mai 2012 schloss sich die Relegation zwischen Hertha BSC und Fortuna Düsseldorf (1:2 und 2:2) an. Vom 19. Dezember 2011 bis 20. Januar 2012 wurde die Saison durch die Winterpause unterbrochen.
Deutschland überholte in der Vorsaison Italien in der UEFA-Fünfjahreswertung, weshalb sich erstmals seit 2001/02 wieder vier Mannschaften für die Champions League (CL) qualifizieren konnten: Die drei Erstplatzierten waren direkt für die Champions League 2012/13 qualifiziert, der Saison-Vierte nahm an der Playoff-Runde zur CL-Qualifikation teil. Da beide Finalisten des DFB-Pokals 2011/12 bereits sicher qualifizierte waren, nahmen neben den Mannschaften auf den Plätzen fünf und sechs auch der Tabellensiebte an der UEFA Europa League 2012/13 teil.
Herbstmeister nach dem 17. Spieltag wurde der FC Bayern München. Als Deutscher Meister stand Borussia Dortmund am 32. Spieltag nach einem 2:0-Sieg gegen Borussia Mönchengladbach fest, der FC Bayern München stand am selben Spieltag als Vizemeister und der 1. FC Kaiserslautern als erster Absteiger fest.

## Saisonverlauf

### Spitzengruppe

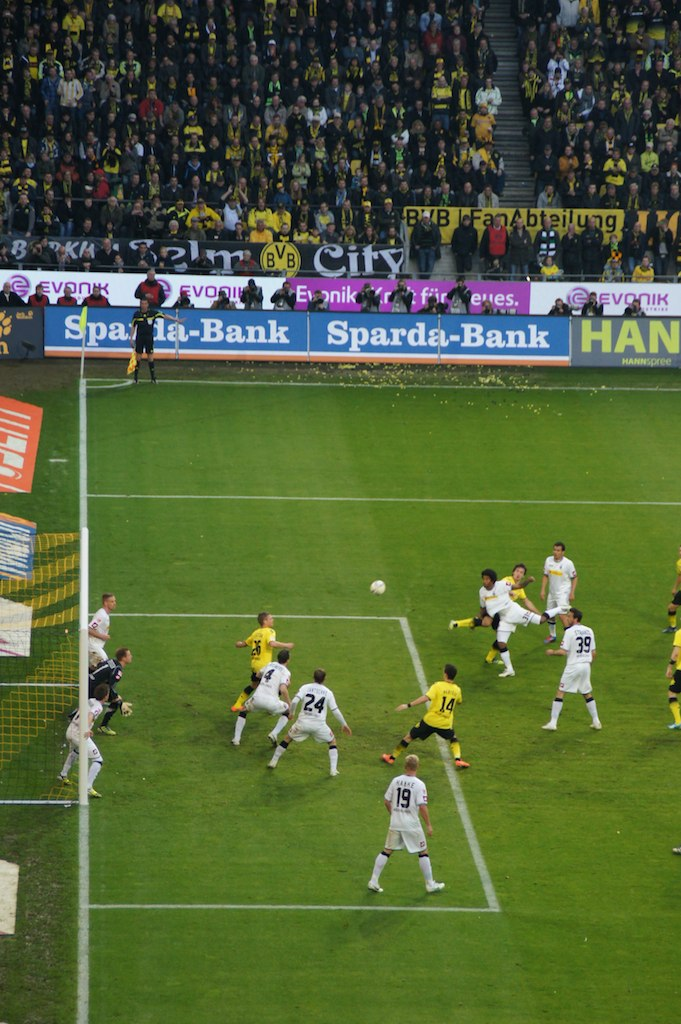
Borussia Dortmund gegen Borussia Mönchengladbach am 32. Spieltag, Endstand war 2:0.

Borussia Dortmund schaffte es unter Trainer Jürgen Klopp, die Meisterschaft zu verteidigen. Der Start in die Saison war dabei nicht überragend; Tiefstand war der elfte Tabellenplatz nach den Spieltagen fünf und sechs. Bis zum Ende der Hinrunde konnte sich Dortmund fangen und wurde Zweiter. Nach mehreren Misserfolgen des FC Bayern übernahm Dortmund nach dem 20. Spieltag die Tabellenführung. Von da an blieb der BVB bis zum Saisonende an der Spitze. Die 81 erspielten Punkte bedeuteten einen neuen Bundesligarekord, der jedoch schon in der folgenden Saison vom FC Bayern überboten wurde. Erstmals in der Bundesliga-Geschichte überschritt damit ein Verein die 80-Punkte-Marke. Außerdem gewann Dortmund erstmals seit der Saison 1988/89 wieder den DFB-Pokal.
Bayern München unter Jupp Heynckes startete mit einer Heimniederlage gegen Mönchengladbach in die Saison. Doch bereits nach dem vierten Spieltag standen sie an der Tabellenspitze. Auch zur Winterpause war Bayern Tabellenführer und wurde "Herbstmeister". Doch nach Beginn der Rückrunde erlebte Bayern eine Reihe von sieglosen Spielen. Nach dem 1:1 in Hamburg am 20. Spieltag musste Bayern die Tabellenführung an Dortmund abgeben, was für den Rest der Saison so blieb. Die letzten Hoffnungen auf die Meisterschaft verlor Bayern nach der 1:0-Niederlage gegen Dortmund am 30. Spieltag. Arjen Robben verschoss in diesem entscheidenden Spiel einen Elfmeter und vergab eine Großchance. Am Ende wurde Bayern, wie in Pokal und Champions League, nur Zweiter und verpasste erneut die Meisterschaft. Erstmals seit 1996 wurde Bayern in zwei aufeinanderfolgenden Saisons nicht Meister.
Der amtierende Pokalsieger FC Schalke 04 verlor das erste Spiel mit 0:3 gegen Stuttgart und war damit nach dem ersten Tag gemeinsam mit Köln Tabellenletzter. Die Tabellensituation besserte sich aber bald wieder. Am 22. September trat Trainer Ralf Rangnick wegen Burnout-Syndroms zurück. Sein Nachfolger wurde Huub Stevens, der die Knappen schon von 1996 bis 2002 trainiert hatte. Schalke belegte dann über weite Saisonteile den dritten Tabellenplatz und hielt diesen auch in der Abschlusstabelle inne. Stürmer Klaas-Jan Huntelaar wurde mit 29 Treffern Torschützenkönig. Der Fastabsteiger der Vorsaison, Borussia Mönchengladbach, spielte unter Lucien Favre die beste Saison seit 1996 und rangierte fast durchgehend unter den ersten vier Plätzen. Auch am Ende stand Rang vier.

### Mittelfeld
Bayer 04 Leverkusen startete unter Trainer Robin Dutt in die Saison, der zuvor vom SC Freiburg abgeworben worden war. Der Verein spielte jedoch unterhalb der eigenen Anforderungen. Dutt wurde am 1. April durch das Trainergespann Sami Hyypiä und Sascha Lewandowski ersetzt. Am Ende gab es für die Werkself den fünften Platz. Der VfB Stuttgart erreichte unter Bruno Labbadia den sechsten Platz. Hannover 96 beendete die Saison unter Mirko Slomka auf dem siebten Platz und erreichte damit wie im Vorjahr den Europacup. Der von Felix Magath trainierte VfL Wolfsburg schloss die Saison auf Rang acht ab; den Großteil der Saison hatte er dabei auf niedrigeren Plätzen verbracht. Werder Bremen belegte unter Thomas Schaaf am Ende den neunten Platz; dabei hatte sich die Platzierung im Verlauf der Rückrunde und besonders an den letzten Spieltagen sukzessive verschlechtert.

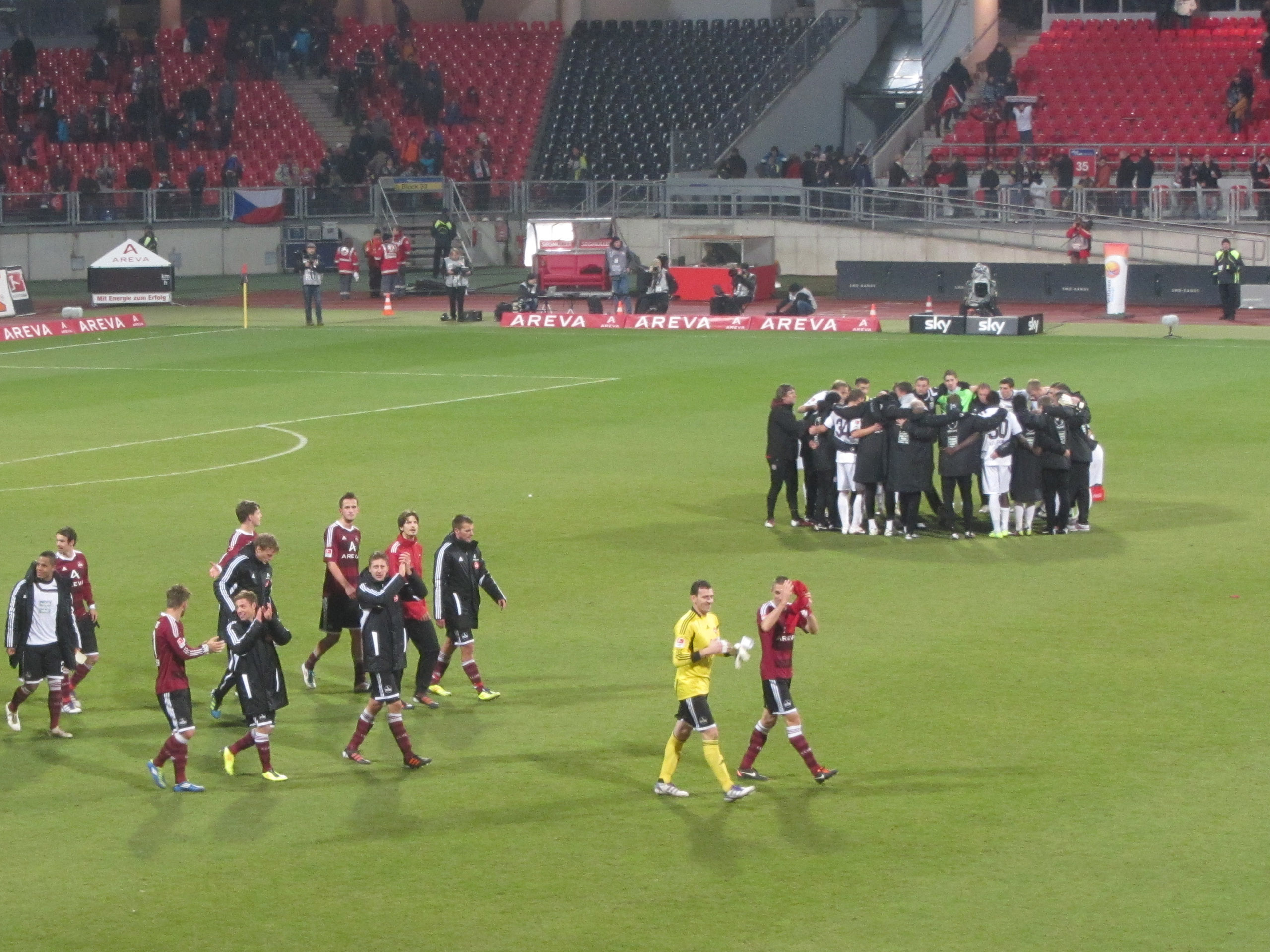
Die Spieler des 1. FC Nürnberg bedanken sich nach einem 1:0-Heimsieg gegen den 1. FC Kaiserslautern am 14. Spieltag bei den Fans.

Der 1. FC Nürnberg unter Dieter Hecking belegte in der Abschlusstabelle Platz zehn. Zur Winterpause hatten die Franken noch auf Rang 15 gelegen. Erfolgreichste Torjäger waren Tomáš Pekhart und Daniel Didavi, dem eine Serie von sechs Treffern an fünf aufeinanderfolgenden Spieltagen gelungen war. Nach der Saison verließ Abwehrspieler Philipp Wollscheid den Verein in Richtung Leverkusen. Die sieben Millionen Euro Ablöse bedeuteten einen neuen Transferrekord für den 1. FC Nürnberg. Die TSG 1899 Hoffenheim beendete die Saison auf Platz elf. Abgesehen vom vierten Tabellenrang nach den Spieltagen sechs und sieben hatte sie das ganze Jahr im Mittelfeld verbracht. Der erst vor der Saison neu verpflichtete Holger Stanislawski wurde am 9. Dezember durch Markus Babbel ersetzt.

### Abstiegskampf
Ähnlichkeiten gab es beim SC Freiburg. Auch hier wurde der neue Trainer Marcus Sorg schon im Dezember entlassen und durch Co-Trainer Christian Streich ersetzt. Allerdings hatten sich die Breisgauer zu diesem Zeitpunkt mitten im Abstiegskampf befunden. Vom dreiundzwanzigsten bis zum siebenundzwanzigsten Spieltag schafften sie es dann, sich vom letzten bis zum dreizehnten Tabellenplatz hochzuarbeiten. Bis Saisonende gelang noch die Verbesserung auf Platz zwölf. Der FSV Mainz 05 startete unter Thomas Tuchel stark in die Saison und war nach dem zweiten Spieltag Tabellenführer. Es folgte jedoch ein Absturz, der sich im weiteren Verlauf um den Endplatz dreizehn einpendelte.
Der FC Augsburg verbrachte sein erstes Jahr überhaupt in der Bundesliga und spielte erstmals seit der Oberliga Süd 1963 wieder erstklassig. Er war jedoch von Anfang an in den Abstiegskampf verwickelt. Vom zwölften bis zum zweiundzwanzigsten Spieltag lagen die Bayerisch-Schwaben durchweg auf einem direkten Abstiegsplatz, am Ende schafften sie es noch, sich auf Rang vierzehn zu retten. Aufstiegstrainer Jos Luhukay trat im Anschluss an die Saison zurück, sein Nachfolger wurde Markus Weinzierl. Der Hamburger SV spielte eine schwache Saison und verbrachte in der Hinrunde sechs Spieltage am Tabellenende. Trainer Michael Oenning wurde schon am 19. September durch Rodolfo Cardoso ersetzt. Dieser besaß aber keine Trainerlizenz, daher übernahm am 10. Oktober der Sportdirektor Frank Arnesen ebenfalls interimsmäßig das Traineramt. Am 17. Oktober wurde Thorsten Fink verpflichtet. Unter ihm wurde zwar der Klassenerhalt erreicht, Platz fünfzehn bedeutete allerdings die schlechteste jemals erspielte Abschlussposition in der Geschichte des HSV.
Neuaufsteiger Hertha BSC ersetzte am 18. Dezember Markus Babbel durch Michael Skibbe. Dieser musste bereits am 12. Februar selbst weichen und wurde durch Trainerlegende Otto Rehhagel abgelöst. Dabei hatte sich der Verein eigentlich erst gegen Ende der Saison zum Abstiegskandidaten entwickelt. Am letzten Spieltag gelang noch die Verbesserung auf den Relegationsplatz. In den Entscheidungsspielen, die überwiegend wegen Ausschreitungen der Fans auffielen, gelang der Klassenerhalt nicht. Der 1. FC Köln stieg nach vier Jahren Bundesligazugehörigkeit als Vorletzter wieder ab. Der vor der Saison neu verpflichtete Ståle Solbakken wurde am 16. April von Frank Schaefer abgelöst. Ihre stärkste Phase hatten die Kölner in der Mitte der Saison. Stürmer Lukas Podolski verließ den Verein nach der Saison zum FC Arsenal. Auch der 1. FC Kaiserslautern befand sich die ganze Saison hindurch im Abstiegskampf. Am 20. März wurde Trainer Marco Kurz durch Krassimir Balakow ersetzt. Doch auch dieser konnte nicht verhindern, dass sich die Pfälzer ab dem 24. Spieltag durchgängig auf dem letzten Platz befanden.

## Statistiken

### Abschlusstabelle
| Pl. | Verein                       | Sp. | S  | U  | N  | Tore    | Diff. | Punkte |
| --- | ---------------------------- | --- | -- | -- | -- | ------- | ----- | ------ |
| 1.  | Borussia Dortmund (M)        | 34  | 25 | 6  | 3  | 080:250 | +55   | 81     |
| 2.  | FC Bayern München            | 34  | 23 | 4  | 7  | 077:220 | +55   | 73     |
| 3.  | FC Schalke 04 (P)            | 34  | 20 | 4  | 10 | 074:440 | +30   | 64     |
| 4.  | Borussia Mönchengladbach (R) | 34  | 17 | 9  | 8  | 049:240 | +25   | 60     |
| 5.  | Bayer 04 Leverkusen          | 34  | 15 | 9  | 10 | 052:440 | +8    | 54     |
| 6.  | VfB Stuttgart                | 34  | 15 | 8  | 11 | 063:460 | +17   | 53     |
| 7.  | Hannover 96                  | 34  | 12 | 12 | 10 | 041:450 | −4    | 48     |
| 8.  | VfL Wolfsburg                | 34  | 13 | 5  | 16 | 047:600 | −13   | 44     |
| 9.  | Werder Bremen                | 34  | 11 | 9  | 14 | 049:580 | −9    | 42     |
| 10. | 1. FC Nürnberg               | 34  | 12 | 6  | 16 | 038:490 | −11   | 42     |
| 11. | TSG 1899 Hoffenheim          | 34  | 10 | 11 | 13 | 041:470 | −6    | 41     |
| 12. | SC Freiburg                  | 34  | 10 | 10 | 14 | 045:610 | −16   | 40     |
| 13. | 1. FSV Mainz 05              | 34  | 9  | 12 | 13 | 047:510 | −4    | 39     |
| 14. | FC Augsburg (N)              | 34  | 8  | 14 | 12 | 036:490 | −13   | 38     |
| 15. | Hamburger SV                 | 34  | 8  | 12 | 14 | 035:570 | −22   | 36     |
| 16. | Hertha BSC (N)               | 34  | 7  | 10 | 17 | 038:640 | −26   | 31     |
| 17. | 1. FC Köln                   | 34  | 8  | 6  | 20 | 039:750 | −36   | 30     |
| 18. | 1. FC Kaiserslautern         | 34  | 4  | 11 | 19 | 024:540 | −30   | 23     |

Zum Saisonende 2011/12:
| Zum Saisonende 2010/11: |                               |
| (M)                     | Deutscher Meister 2010/11     |
| (P)                     | DFB-Pokal-Sieger 2010/11      |
| (R)                     | Sieger der Relegation 2010/11 |
| (N)                     | Aufsteiger der Saison 2010/11 |

### Kreuztabelle
Die Kreuztabelle stellt die Ergebnisse aller Spiele dieser Saison dar. Die Heimmannschaft ist in der linken Spalte, die Gastmannschaft in der oberen Zeile aufgelistet.
| 2011/12                  | Borussia Dortmund | FC Bayern München | FC Schalke 04 | Borussia Mönchengladbach | Bayer 04 Leverkusen | VfB Stuttgart | Hannover 96 | VfL Wolfsburg | Werder Bremen | 1. FC Nürnberg | TSG 1899 Hoffenheim | SC Freiburg | FSV Mainz 05 | FC Augsburg | Hamburger SV | Hertha BSC | 1. FC Köln | 1. FC Kaiserslautern |
| ------------------------ | ----------------- | ----------------- | ------------- | ------------------------ | ------------------- | ------------- | ----------- | ------------- | ------------- | -------------- | ------------------- | ----------- | ------------ | ----------- | ------------ | ---------- | ---------- | -------------------- |
| Borussia Dortmund        |                   | 1:0               | 2:0           | 2:0                      | 1:0                 | 4:4           | 3:1         | 5:1           | 1:0           | 2:0            | 3:1                 | 4:0         | 2:1          | 4:0         | 3:1          | 1:2        | 5:0        | 1:1                  |
| FC Bayern München        | 0:1               |                   | 2:0           | 0:1                      | 3:0                 | 2:0           | 2:1         | 2:0           | 4:1           | 4:0            | 7:1                 | 7:0         | 0:0          | 2:1         | 5:0          | 4:0        | 3:0        | 2:0                  |
| FC Schalke 04            | 1:2               | 0:2               |               | 1:0                      | 2:0                 | 3:1           | 3:0         | 4:0           | 5:0           | 4:0            | 3:1                 | 4:2         | 1:1          | 3:1         | 3:1          | 4:0        | 5:1        | 1:2                  |
| Borussia Mönchengladbach | 1:1               | 3:1               | 3:0           |                          | 2:2                 | 1:1           | 2:1         | 4:1           | 5:0           | 1:0            | 1:2                 | 0:0         | 1:0          | 0:0         | 1:1          | 0:0        | 3:0        | 1:0                  |
| Bayer 04 Leverkusen      | 0:0               | 2:0               | 0:1           | 1:2                      |                     | 2:2           | 1:0         | 3:1           | 1:0           | 0:3            | 2:0                 | 0:2         | 3:2          | 4:1         | 2:2          | 3:3        | 1:4        | 3:1                  |
| VfB Stuttgart            | 1:1               | 1:2               | 3:0           | 0:3                      | 0:1                 |               | 3:0         | 3:2           | 4:1           | 1:0            | 2:0                 | 4:1         | 4:1          | 2:1         | 1:2          | 5:0        | 2:2        | 0:0                  |
| Hannover 96              | 2:1               | 2:1               | 2:2           | 2:1                      | 0:0                 | 4:2           |             | 2:0           | 3:2           | 1:0            | 2:1                 | 0:0         | 1:1          | 2:2         | 1:1          | 1:1        | 4:1        | 2:1                  |
| VfL Wolfsburg            | 1:3               | 0:1               | 2:1           | 0:0                      | 3:2                 | 1:0           | 4:1         |               | 3:1           | 2:1            | 1:2                 | 3:2         | 2:2          | 1:2         | 2:1          | 2:3        | 1:0        | 1:0                  |
| Werder Bremen            | 0:2               | 1:2               | 2:3           | 2:2                      | 1:1                 | 2:0           | 3:0         | 4:1           |               | 0:1            | 1:1                 | 5:3         | 0:3          | 1:1         | 2:0          | 2:1        | 3:2        | 2:0                  |
| 1. FC Nürnberg           | 0:2               | 0:1               | 4:1           | 1:0                      | 1:4                 | 2:2           | 1:2         | 1:3           | 1:1           |                | 0:2                 | 1:2         | 3:3          | 1:0         | 1:1          | 2:0        | 2:1        | 1:0                  |
| TSG 1899 Hoffenheim      | 1:0               | 0:0               | 1:1           | 1:0                      | 0:1                 | 1:2           | 0:0         | 3:1           | 1:2           | 2:3            |                     | 1:1         | 1:1          | 2:2         | 4:0          | 1:1        | 1:1        | 1:1                  |
| SC Freiburg              | 1:4               | 0:0               | 2:1           | 1:0                      | 0:1                 | 1:2           | 1:1         | 3:0           | 2:2           | 2:2            | 0:0                 |             | 1:2          | 1:0         | 1:2          | 2:2        | 4:1        | 2:0                  |
| 1. FSV Mainz 05          | 1:2               | 3:2               | 2:4           | 0:3                      | 2:0                 | 3:1           | 1:1         | 0:0           | 1:3           | 2:1            | 0:4                 | 3:1         |              | 0:1         | 0:0          | 1:3        | 4:0        | 4:0                  |
| FC Augsburg              | 0:0               | 1:2               | 1:1           | 1:0                      | 1:4                 | 1:3           | 0:0         | 2:0           | 1:1           | 0:0            | 0:2                 | 2:2         | 2:1          |             | 1:0          | 3:0        | 2:1        | 2:2                  |
| Hamburger SV             | 1:5               | 1:1               | 1:2           | 0:1                      | 1:1                 | 0:4           | 1:0         | 1:1           | 1:3           | 2:0            | 2:0                 | 1:3         | 0:0          | 1:1         |              | 2:2        | 3:4        | 1:1                  |
| Hertha BSC               | 0:1               | 0:6               | 1:2           | 1:2                      | 3:3                 | 1:0           | 0:1         | 1:4           | 1:0           | 0:1            | 3:1                 | 1:2         | 0:0          | 2:2         | 1:2          |            | 3:0        | 1:2                  |
| 1. FC Köln               | 1:6               | 1:4               | 1:4           | 0:3                      | 0:2                 | 1:1           | 2:0         | 0:3           | 1:1           | 1:2            | 2:0                 | 4:0         | 1:1          | 3:0         | 0:1          | 1:0        |            | 1:1                  |
| 1. FC Kaiserslautern     | 2:5               | 0:3               | 1:4           | 1:2                      | 0:2                 | 0:2           | 1:1         | 0:0           | 0:0           | 0:2            | 1:2                 | 1:0         | 3:1          | 1:1         | 0:1          | 1:1        | 0:1        |                      |

### Relegation
Die beiden Relegationsspiele zwischen dem Sechzehnten der Bundesliga und dem Dritten der 2. Bundesliga wurden am 10. Mai 2012 und am 15. Mai 2012 ausgetragen und live im Fernsehsender Das Erste, Das Erste HD sowie vom Pay-TV-Sender Sky auf den Programmen Sky Sport HD 1, Sky 3D und Sky Sport live ausgestrahlt. Bei der zweiten Partie kam es in der Nachspielzeit zu Tumulten, als tausende Fans noch vor dem Abpfiff das Spielfeld stürmten und unter anderem bengalische Feuer zündeten. Schiedsrichter Wolfgang Stark unterbrach daraufhin das Spiel. Nur mit Mühe konnten die Fans von Ordnern und Polizei zurückgedrängt werden und die Partie nach einer ca. 20-minütigen Unterbrechung für etwa anderthalb weitere Minuten Spielzeit angepfiffen werden. Bereits zuvor musste die Partie zweimal wegen auf den Tribünen gezündeter bengalischer Feuerwerke, die auf das Spielfeld geworfen wurden, unterbrochen werden. Aufgrund der Vorkommnisse im Rückspiel nahm der DFB Ermittlungen gegen Verein, Veranstalter und auch wegen des Fehlverhaltens einzelner Spieler auf beiden Seiten auf. Nach dem Spiel stellte Stark Strafantrag wegen Körperverletzung gegen den Spieler Lewan Kobiaschwili von Hertha BSC, der ihn auf dem Weg in die Kabine geschlagen haben soll.
| Datum        |                    | Ergebnis  | !Tore                                                                                       |
| ------------ | ------------------ | --------- | ------------------------------------------------------------------------------------------- |
| 10. Mai 2012 | Hertha BSC         | 1:2 (1:0) | Fortuna Düsseldorf \|1:0 Hubník (19.), 1:1 Bröker (64.), 1:2 Ramos (71., Eigentor)          |
| 15. Mai 2012 | Fortuna Düsseldorf | 2:2 (1:1) | Hertha BSC \|1:0 Beister (1.), 1:1 Ben-Hatira (23.), 2:1 Jovanović (59.), 2:2 Raffael (85.) |
| Gesamt:      | Hertha BSC         | 3:4 (1:0) | Fortuna Düsseldorf \|                                                                       |

Fortuna Düsseldorf galt mehr als einen Monat nur vorläufig als Bundesligist in der Saison 2012/13. Hertha BSC legte gegen die Wertung des Ergebnisses am 16. Mai Protest ein.
Der DFB bestätigte den fristgerechten Eingang des Protests und befasste sich am 18. Mai damit. Da die Beweisaufnahme viel Zeit beanspruchte, folgte das Urteil erst am 21. Mai. Die offizielle Aufstiegsfeier von Fortuna Düsseldorf, die für den 19. Mai geplant war, wurde abgesagt.
Der Einspruch von Hertha BSC wurde in erster Instanz abgelehnt, jedoch ging der Verein gegen die Entscheidung in Berufung. Das DFB-Bundesgericht bestätigte am 25. Mai das erstinstanzliche Urteil.
Hertha kündigte im Vorfeld an, bei einer erneuten Niederlage wieder in Berufung gehen zu wollen, was aber die Vereinsmitglieder bei einer Versammlung ablehnten. Die nächsten Instanzen wären das ständige Schiedsgericht und weiter der Internationale Sportgerichtshof CAS gewesen. Am 19. Juni 2012 wurde von Hertha BSC bekannt gegeben, keinen weiteren Protest gegen die Wertung des Rückspiels einlegen zu wollen, womit der endgültige Abstieg in die 2. Bundesliga offiziell war.

### Torschützenliste

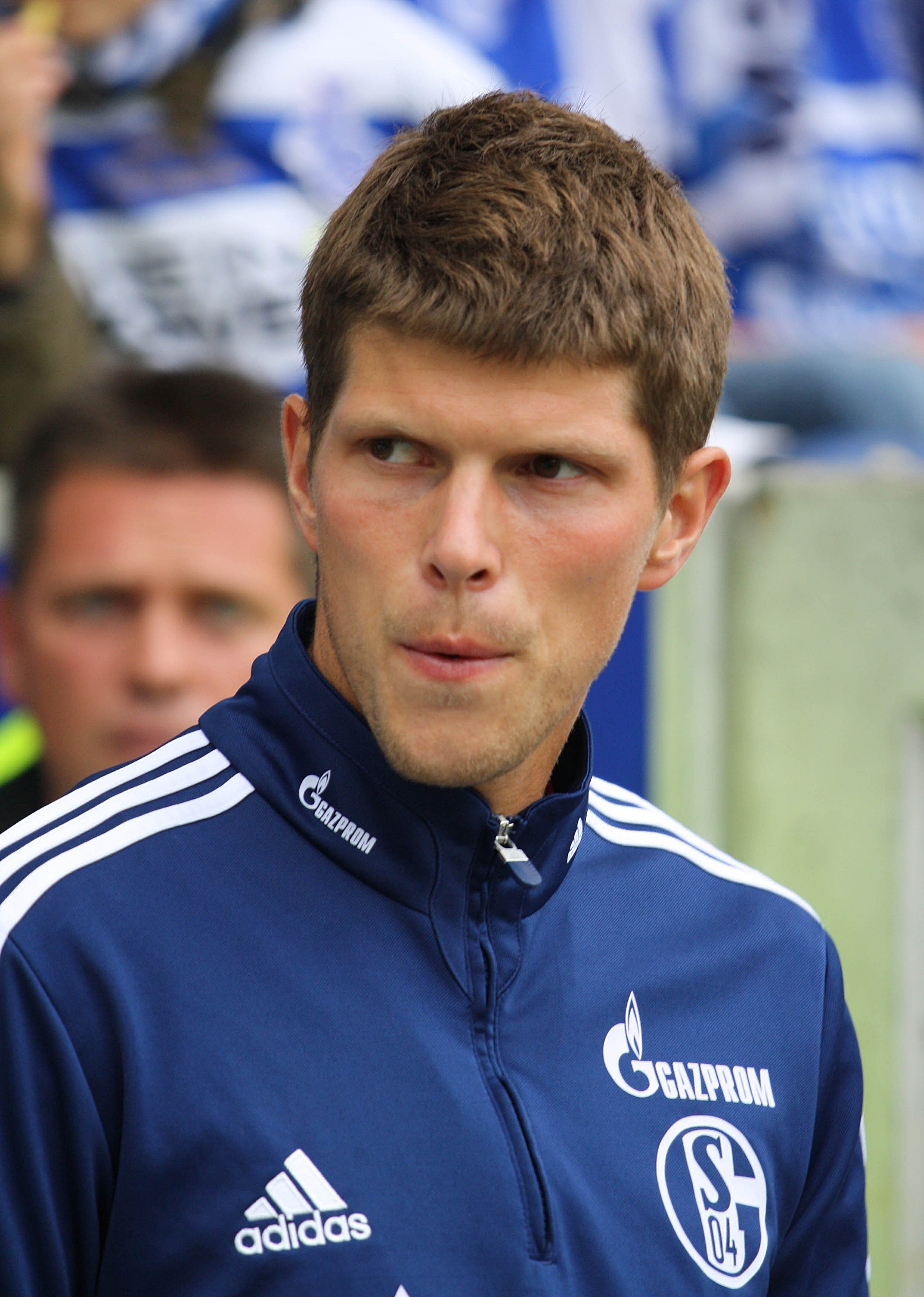
Torschützenkönig und Topscorer 2011/12: Klaas-Jan Huntelaar

Bei gleicher Anzahl von Treffern sind die Spieler alphabetisch geordnet. Mit seinen 29 Toren wurde Klaas-Jan Huntelaar zum ersten niederländischen Torschützenkönig in der Bundesliga-Geschichte.
| Pl. | Spieler             | Verein                   | Tore |
| --- | ------------------- | ------------------------ | ---- |
| 01  | Klaas-Jan Huntelaar | FC Schalke 04            | 29   |
| 02  | Mario Gómez         | FC Bayern München        | 26   |
| 03  | Robert Lewandowski  | Borussia Dortmund        | 22   |
| 04  | Claudio Pizarro     | Werder Bremen            | 18   |
| 04  | Lukas Podolski      | 1. FC Köln               | 18   |
| 04  | Marco Reus          | Borussia Mönchengladbach | 18   |
| 07  | Martin Harnik       | VfB Stuttgart            | 17   |
| 08  | Stefan Kießling     | Bayer 04 Leverkusen      | 16   |
| 09  | Raúl                | FC Schalke 04            | 15   |
| 10  | Vedad Ibišević      | VfB Stuttgart 1          | 13   |
| 10  | Shinji Kagawa       | Borussia Dortmund        | 13   |

### Scorerliste
Bei gleicher Anzahl von Scorerpunkten sind die Spieler alphabetisch geordnet.
| Pl. | Spieler             | Verein                   | Gesamt | Tore | Vorlagen |
| --- | ------------------- | ------------------------ | ------ | ---- | -------- |
| 01  | Klaas-Jan Huntelaar | FC Schalke 04            | 42     | 29   | 13       |
| 02  | Robert Lewandowski  | Borussia Dortmund        | 32     | 22   | 10       |
| 02  | Franck Ribéry       | FC Bayern München        | 32     | 12   | 20       |
| 04  | Mario Gómez         | FC Bayern München        | 29     | 26   | 03       |
| 04  | Marco Reus          | Borussia Mönchengladbach | 29     | 18   | 11       |
| 06  | Claudio Pizarro     | Werder Bremen            | 28     | 18   | 10       |
| 07  | Lukas Podolski      | 1. FC Köln               | 27     | 18   | 09       |
| 08  | Martin Harnik       | VfB Stuttgart            | 25     | 17   | 08       |
| 09  | Shinji Kagawa       | Borussia Dortmund        | 24     | 13   | 11       |
| 010 | Mario Mandžukić     | VfL Wolfsburg            | 22     | 12   | 10       |

### Meiste Torvorlagen
Bei gleicher Anzahl von Vorlagen sind die Spieler alphabetisch geordnet.
| Pl. | Spieler              | Verein                   | Vorlagen |
| --- | -------------------- | ------------------------ | -------- |
| 1   | Franck Ribéry        | FC Bayern München        | 20       |
| 2   | Klaas-Jan Huntelaar  | FC Schalke 04            | 13       |
| 2   | Thomas Müller        | FC Bayern München        | 13       |
| 4   | Juan Arango          | Borussia Mönchengladbach | 12       |
| 5   | Shinji Kagawa        | Borussia Dortmund        | 11       |
| 5   | Marco Reus           | Borussia Mönchengladbach | 11       |
| 7   | Jakub Błaszczykowski | Borussia Dortmund        | 10       |
| 7   | Ashkan Dejagah       | VfL Wolfsburg            | 10       |
| 7   | Tamás Hajnal         | VfB Stuttgart            | 10       |
| 7   | Toni Kroos           | FC Bayern München        | 10       |
| 7   | Robert Lewandowski   | Borussia Dortmund        | 10       |
| 7   | Mario Mandžukić      | VfL Wolfsburg            | 10       |
| 7   | Claudio Pizarro      | Werder Bremen            | 10       |

### Zuschauertabelle

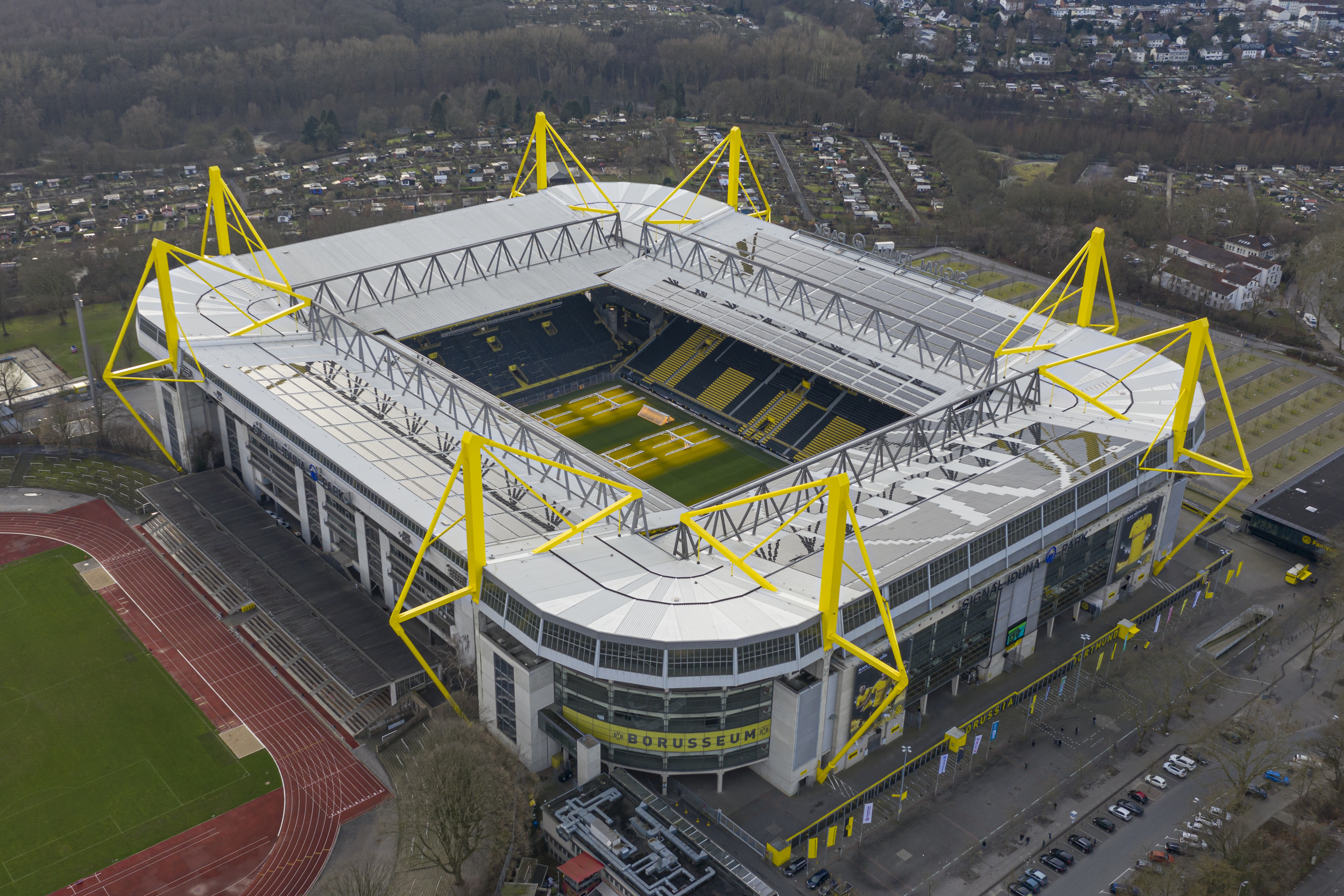
Der höchste Zuschauerschnitt der Liga lag im Westfalenstadion bei 80.521

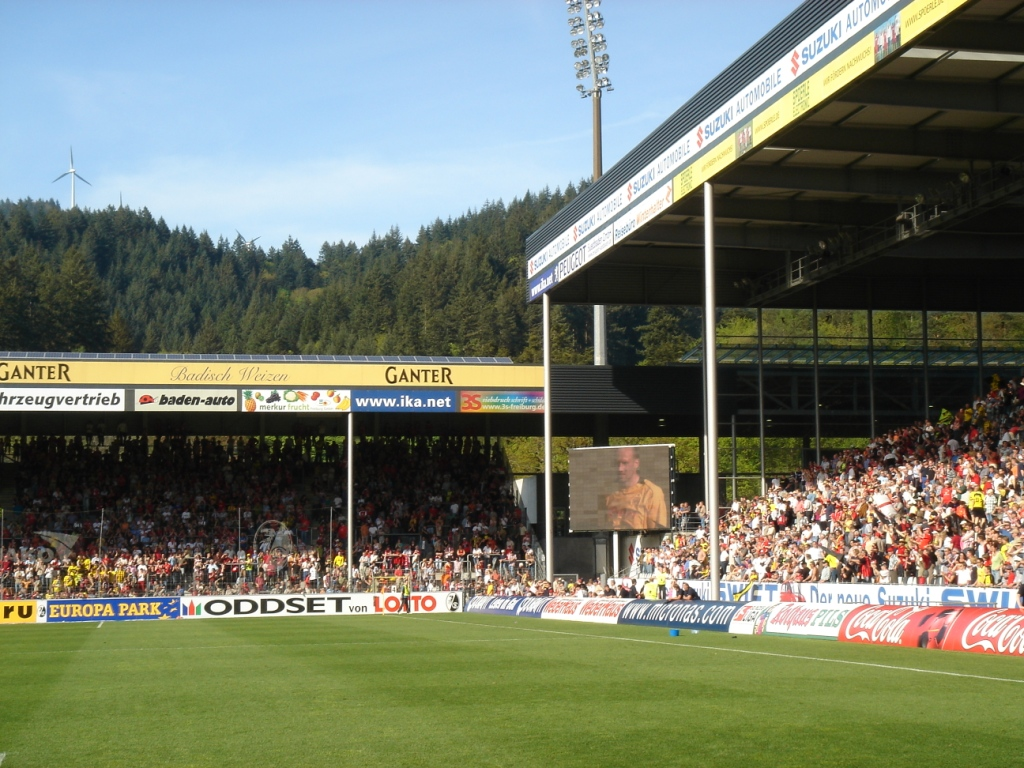
Der niedrigste Zuschauerschnitt lag im Mage Solar Stadion bei 22.676

Mit 1.368.860 Besuchern in der gesamten Saison hatte Borussia Dortmund erneut die meisten Zuschauer und übertraf damit die Zahl aus der Vorsaison mit 1.345.560 Zuschauern. Auch die Gesamtzahl der Stadionbesucher war mit 13.805.496 höher als je zuvor.
|        | Verein                   | Zuschauer  | pro Spiel | Auslastung | ausverkauft |
| ------ | ------------------------ | ---------- | --------- | ---------- | ----------- |
| 01.    | Borussia Dortmund        | 01.368.860 | 80.521    | 099,75 %   | 13/17       |
| 02.    | FC Bayern München        | 01.173.000 | 69.000    | 100,00 %   | 17/17       |
| 03.    | FC Schalke 04            | 01.040.714 | 61.218    | 099,26 %   | 12/17       |
| 04.    | VfB Stuttgart            | 00.936.524 | 55.089    | 091,15 %   | 04/17       |
| 05.    | Hamburger SV             | 00.908.910 | 53.465    | 093,80 %   | 03/17       |
| 06.    | Hertha BSC               | 00.908.630 | 53.448    | 072,01 %   | 02/17       |
| 07.    | Borussia Mönchengladbach | 00.881.376 | 51.845    | 095,91 %   | 04/17       |
| 08.    | 1. FC Köln               | 00.807.200 | 47.482    | 094,96 %   | 06/17       |
| 09.    | Hannover 96              | 00.762.035 | 44.825    | 091,48 %   | 07/17       |
| 10.    | 1. FC Kaiserslautern     | 00.721.382 | 42.434    | 085,24 %   | 03/17       |
| 11.    | 1. FC Nürnberg           | 00.713.463 | 41.968    | 086,44 %   | 02/17       |
| 12.    | Werder Bremen            | 00.693.733 | 40.807    | 096,02 %   | 07/17       |
| 13.    | 1. FSV Mainz 05          | 00.559.470 | 32.910    | 096,70 %   | 10/17       |
| 14.    | FC Augsburg              | 00.514.406 | 30.259    | 098,69 %   | 10/17       |
| 15.    | Bayer 04 Leverkusen      | 00.484.397 | 28.493    | 094,32 %   | 08/17       |
| 16.    | TSG 1899 Hoffenheim      | 00.476.450 | 28.026    | 092,96 %   | 07/17       |
| 17.    | VfL Wolfsburg            | 00.469.446 | 27.614    | 092,05 %   | 08/17       |
| 18.    | SC Freiburg              | 00.385.500 | 22.676    | 090,70 %   | 09/17       |
| GESAMT | GESAMT                   | 13.805.496 | 45.116    | 092,86 %   | 132/306     |

## Spielstätten
| Verein                   | Stadion (Sponsorenname)              | Kapazität |                     | Verein                                               | Stadion (Sponsorenname) | Kapazität |
| Borussia Dortmund        | Westfalenstadion (Signal Iduna Park) | 80.720    | Hannover 96         | AWD-Arena                                            | 49.000                  |           |
| Hertha BSC               | Olympiastadion Berlin                | 74.220    | 1. FC Nürnberg      | Easycredit-Stadion                                   | 48.553                  |           |
| FC Bayern München        | Allianz Arena                        | 69.901    | SV Werder Bremen    | Weserstadion                                         | 42.500                  |           |
| FC Schalke 04            | Veltins-Arena                        | 61.673    | 1. FSV Mainz 05     | Coface Arena                                         | 34.034                  |           |
| VfB Stuttgart            | Mercedes-Benz Arena                  | 60.441    | FC Augsburg         | SGL arena                                            | 30.660                  |           |
| Hamburger SV             | Volksparkstadion (Imtech Arena)      | 57.000    | Bayer 04 Leverkusen | BayArena                                             | 30.210                  |           |
| Borussia Mönchengladbach | Borussia-Park                        | 54.057    | TSG 1899 Hoffenheim | Rhein-Neckar-Arena (Wirsol Rhein-Neckar-Arena)       | 30.150                  |           |
| 1. FC Köln               | Rheinenergiestadion                  | 50.000    | VfL Wolfsburg       | Volkswagen Arena                                     | 30.000                  |           |
| 1. FC Kaiserslautern     | Fritz-Walter-Stadion                 | 49.780    | SC Freiburg         | Dreisamstadion (Badenova-Stadion/Mage Solar Stadion) | 25.000                  |           |

## Sponsoren
| Verein                   | Ausrüster | Hauptsponsor            |
| ------------------------ | --------- | ----------------------- |
| 1. FC Kaiserslautern     | Uhlsport  | Allgäuer Latschenkiefer |
| 1. FC Köln               | Reebok    | Rewe                    |
| 1. FC Nürnberg           | Adidas    | Areva                   |
| 1. FSV Mainz 05          | Nike      | entega                  |
| Bayer 04 Leverkusen      | Adidas    | SunPower                |
| Borussia Dortmund        | Kappa     | Evonik                  |
| Borussia Mönchengladbach | Lotto     | Postbank                |
| FC Augsburg              | JAKO      | AL-KO                   |
| FC Bayern München        | Adidas    | Deutsche Telekom        |
| FC Schalke 04            | Adidas    | Gazprom                 |
| Hamburger SV             | Adidas    | Emirates                |
| Hannover 96              | JAKO      | TUI                     |
| Hertha BSC               | Nike      | Deutsche Bahn           |
| SC Freiburg              | Nike      | Ehrmann                 |
| TSG 1899 Hoffenheim      | Puma      | Suntech                 |
| VfB Stuttgart            | Puma      | GAZİ                    |
| VfL Wolfsburg            | Adidas    | Volkswagen              |
| Werder Bremen            | Nike      | Targobank               |

## Wissenswertes

### Besonderheit
- Das Spiel zwischen dem 1. FC Köln und dem 1. FSV Mainz 05, welches für den 19. November 2011 angesetzt war, wurde abgesagt, nachdem der für diese Partie eingeteilte Schiedsrichter Babak Rafati kurzfristig wegen eines Suizidversuchs ausgefallen war.[15] Das Spiel wurde anschließend am 13. Dezember 2011 nachgeholt.

### Rekorde
- Borussia Dortmund holte mit 81 Punkten die bis dahin höchste jemals in einer Saison erreichte Punktzahl (und bis heute Vereinsrekord).
- Mit 25 Saisonsiegen stellte der BVB daneben den vorherigen Allzeitrekord des FC Bayern München (aus der Saison 1972/73) ein.
- Dortmund blieb mit 28 Spielen in Serie am längsten innerhalb einer Spielzeit ungeschlagen.
- Mit durchschnittlich 80.522 Zuschauern im Westfalenstadion wurde ein neuer Besucherrekord in der Bundesligageschichte aufgestellt, der gleichzeitig für die Saison 2011/12 auch europaweiten Bestwert bedeutet.
- Stephan Hain erzielte am 28. Januar 2012 für den FC Augsburg beim Spiel gegen den 1. FC Kaiserslautern 20 Sekunden nach seiner Einwechslung das schnellste Tor eines Einwechselspielers der Bundesligageschichte. Den Rekord teilt er sich mit dem Australier Dave Mitchell, der am 8. November 1986 ebenfalls 20 Sekunden nach seiner Einwechslung für Eintracht Frankfurt beim Spiel gegen den Aufsteiger FC 08 Homburg den Endstand zum 1:1 erzielte. Beide Tore wurden in der 65. Minute erzielt.[16]

### Höchstwerte der Saison
- Der höchste Sieg der Saison 2011/12 war das 7:0 des FC Bayern München gegen den SC Freiburg am 5. Spieltag (10. September 2011).
- Die torreichsten Begegnungen der Saison mit jeweils acht Toren waren: Werder Bremen gegen SC Freiburg (5:3 am 3. Spieltag, 20. August 2011), FC Bayern München gegen TSG 1899 Hoffenheim (7:1 am 25. Spieltag, 10. März 2012) und Borussia Dortmund gegen VfB Stuttgart (4:4 am 28. Spieltag, 30. März 2012).

### Bundesliga-Statistik
- Der FC Augsburg hat zuvor noch nicht in der Bundesliga gespielt. Der Aufsteiger ist die insgesamt 51. Mannschaft in der Geschichte, die sich für die deutsche Eliteklasse qualifizieren konnte.[17]
- Die Partie FC Augsburg gegen SC Freiburg am ersten Spieltag war die 803. Paarung in der Bundesligageschichte.[17]

## Die Meistermannschaft von Borussia Dortmund
| 1. | Borussia Dortmund |
|    | - Tor: Mitchell Langerak (2/-); Roman Weidenfeller (32/-) - Abwehr: Mats Hummels (33/1); Chris Löwe (7/-); Patrick Owomoyela (11/1); Łukasz Piszczek (32/4); Felipe Santana (13/1); Marcel Schmelzer (28/1); Neven Subotić (25/-) - Mittelfeld: Sven Bender (24/1); Jakub Błaszczykowski (29/6); Mario Götze (17/6); Kevin Großkreutz (31/7); İlkay Gündoğan (28/3); Shinji Kagawa (31/13); Sebastian Kehl (27/3); Florian Kringe (1/-); Moritz Leitner (17/-); Antônio da Silva (5/-) - Angriff: Lucas Barrios (18/4); Robert Lewandowski (34/22); Ivan Perišić (28/7) - Trainer: Jürgen Klopp |

* Mohamed Zidan (2/-) hat den Verein während der Saison verlassen.

## Trainerwechsel
| Nach Spieltag | Verein               | Trainer                   | Platz | Nachfolger                                          | Quelle        |
| ------------- | -------------------- | ------------------------- | ----- | --------------------------------------------------- | ------------- |
| 06            | Hamburger SV         | Michael Oenning           | 18.   | Rodolfo Cardoso (interim)                           | [ 18 ]        |
| 06            | FC Schalke 04        | Ralf Rangnick             | 09.   | Seppo Eichkorn (interim)                            | [ 19 ]        |
| 07            | FC Schalke 04        | Seppo Eichkorn (interim)  | 05.   | Huub Stevens                                        | [ 20 ]        |
| 08            | Hamburger SV         | Rodolfo Cardoso (interim) | 18.   | Frank Arnesen (interim)                             | [ 21 ]        |
| 09            | Hamburger SV         | Frank Arnesen (interim)   | 18.   | Thorsten Fink                                       | [ 22 ]        |
| 17            | Hertha BSC           | Markus Babbel             | 11.   | Michael Skibbe                                      | [ 23 ] [ 24 ] |
| 17            | SC Freiburg          | Marcus Sorg               | 18.   | Christian Streich                                   | [ 25 ]        |
| 20            | TSG 1899 Hoffenheim  | Holger Stanislawski       | 08.   | Markus Babbel                                       | [ 26 ] [ 27 ] |
| 21            | Hertha BSC           | Michael Skibbe            | 15.   | René Tretschok (interim)                            | [ 28 ]        |
| 22            | Hertha BSC           | René Tretschok (interim)  | 15.   | Otto Rehhagel                                       | [ 29 ]        |
| 26            | 1. FC Kaiserslautern | Marco Kurz                | 18.   | Krassimir Balakow                                   | [ 30 ] [ 31 ] |
| 28            | Bayer 04 Leverkusen  | Robin Dutt                | 07.   | Sami Hyypiä (Teamchef) Sascha Lewandowski (Trainer) | [ 32 ]        |
| 30            | 1. FC Köln           | Ståle Solbakken           | 16.   | Frank Schaefer                                      | [ 33 ]        |

## Eingesetzte Schiedsrichter
| Name              | Geboren       | Landesverband | Anz. d. Spiele |      |    |    | Anmerkung                                                 |
| ----------------- | ------------- | ------------- | -------------- | ---- | -- | -- | --------------------------------------------------------- |
| Deniz Aytekin     | 21. Juli 1978 | Bayern        | 17             | 59   | 0  | 2  | FIFA-Schiedsrichter                                       |
| Felix Brych       | 3. Aug. 1975  | Bayern        | 19             | 56   | 3  | 1  | FIFA-Schiedsrichter                                       |
| Christian Dingert | 14. Juli 1980 | Südwest       | 12             | 48   | 1  | 0  |                                                           |
| Jochen Drees      | 15. März 1970 | Südwest       | 09             | 39   | 0  | 4  |                                                           |
| Marco Fritz       | 3. Okt. 1977  | Württemberg   | 14             | 45   | 1  | 2  | FIFA-Schiedsrichter seit 2012                             |
| Peter Gagelmann   | 9. Juni 1968  | Bremen        | 16             | 41   | 1  | 3  |                                                           |
| Manuel Gräfe      | 21. Sep. 1973 | Berlin        | 17             | 78   | 4  | 1  | FIFA-Schiedsrichter                                       |
| Robert Hartmann   | 8. Sep. 1979  | Bayern        | 09             | 36   | 0  | 0  |                                                           |
| Thorsten Kinhöfer | 27. Juni 1968 | Westfalen     | 18             | 75   | 3  | 2  | FIFA-Schiedsrichter                                       |
| Knut Kircher      | 2. Feb. 1969  | Württemberg   | 17             | 63   | 0  | 0  | FIFA-Schiedsrichter                                       |
| Florian Meyer     | 21. Nov. 1968 | Niedersachsen | 19             | 59   | 1  | 1  | FIFA-Schiedsrichter                                       |
| Günter Perl       | 23. Dez. 1969 | Bayern        | 17             | 49   | 0  | 1  |                                                           |
| Babak Rafati      | 28. Mai 1970  | Niedersachsen | 04             | 10   | 0  | 0  | FIFA-Schiedsrichter bis Ende 2011 letzte Bundesligasaison |
| Markus Schmidt    | 31. Aug. 1973 | Württemberg   | 13             | 45   | 0  | 3  |                                                           |
| Peter Sippel      | 6. Okt. 1969  | Bayern        | 14             | 43   | 2  | 5  | FIFA-Schiedsrichter bis Ende 2011                         |
| Wolfgang Stark    | 20. Nov. 1969 | Bayern        | 19             | 65   | 2  | 3  | FIFA-Schiedsrichter                                       |
| Tobias Stieler    | 2. Juli 1981  | Hessen        | 03             | 06   | 0  | 0  | in der Winterpause für Rafati nachnominiert               |
| Michael Weiner    | 21. März 1969 | Niedersachsen | 15             | 53   | 1  | 3  | FIFA-Schiedsrichter                                       |
| Tobias Welz       | 11. Juli 1977 | Hessen        | 15             | 44   | 0  | 0  |                                                           |
| Markus Wingenbach | 26. Nov. 1978 | Rheinland     | 08             | 34   | 0  | 0  | letzte Bundesligasaison                                   |
| Guido Winkmann    | 27. Nov. 1973 | Niederrhein   | 15             | 61   | 3  | 4  |                                                           |
| Felix Zwayer      | 19. Mai 1981  | Berlin        | 16             | 59   | 0  | 1  | FIFA-Schiedsrichter seit 2012                             |
| Gesamt:           |               |               | 306            | 1068 | 22 | 36 |                                                           |